# Coccophagus scutatus
Coccophagus scutatus är en stekelart som beskrevs av Howard 1895. Coccophagus scutatus ingår i släktet Coccophagus och familjen växtlussteklar.
Artens utbredningsområde är Tyskland. Inga underarter finns listade i Catalogue of Life.